# Setabis pythia
Setabis pythia is een vlindersoort uit de familie van de prachtvlinders (Riodinidae), onderfamilie Riodininae.
Setabis pythia werd in 1853 beschreven door Hewitson.